# No Other Land
No Other Land é um documentário de 2024 dirigido por Basel Adra, Hamdan Ballal, Yuval Abraham e Rachel Szor, todos estreantes como diretores. O filme foi feito por um coletivo palestino-israelense de quatro ativistas no que eles descrevem como um ato de resistência no caminho para a justiça durante o conflito em curso na região.
Uma coprodução de Palestina e Noruega, o filme foi selecionado para a seção Panorama do 74º Festival Internacional de Cinema de Berlim, onde teve sua estreia mundial em 16 de fevereiro de 2024, ganhando o Prêmio do Público Panorama de Melhor Documentário, e o Prêmio de Documentário da Berlinale.
Em 17 de dezembro de 2024, o filme foi pré-selecionado para o 97º Oscar de Melhor Documentário.

## Sinopse
Basel Adra, um jovem militante palestino, vem resistindo ao deslocamento forçado de seu povo pelos militares israelenses em Masafer Yatta, na Cisjordânia, desde que era criança. Ele registra em vídeo a destruição gradual de sua aldeia natal, onde soldados israelenses estão destruindo casas e despejando seus habitantes. Basel faz amizade com Yuval, um jornalista israelense que o ajuda em sua luta. Eles formam um vínculo inesperado, mas sua amizade é desafiada pela enorme lacuna entre suas condições de vida: Basel enfrenta opressão e violência constantes, enquanto Yuval desfruta de liberdade e segurança.

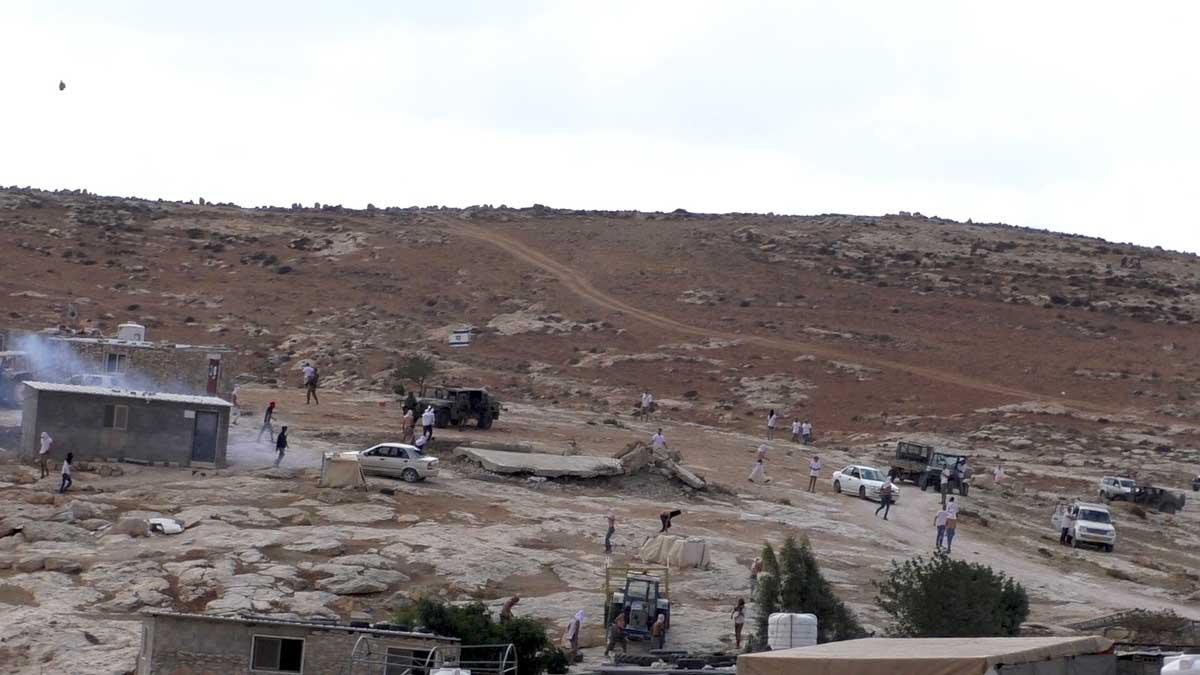
Colonos israelenses encapuzados atacam Masafer Yatta, em 2021.

Filmado ao longo de cinco anos (2019 - 2023), No Other Land documenta os esforços de Basel Adra e outros ativistas palestinos contra a destruição de sua aldeia natal (Masafer Yatta, na província de Hebron, Cisjordânia ocupada), pelas Forças de Defesa de Israel (IDF) para construir um campo de treinamento militar no local. Uma decisão liminar da Suprema Corte de Israel rejeita a apelação de seus habitantes contra a destruição, não reconhecendo a existência de Masafer Yatta, embora atestada em mapas desde o século XIX. Como parte da "Zona C" da Cisjordânia, a área está sob o controle civil e militar total de Israel. As FDI restringem arbitrariamente o movimento da população e prendem aqueles que se envolvem em protestos pacíficos contra a ocupação, como em uma cena em que o pai de Basel, Nasser, é detido. O filme também incorpora imagens de arquivo da família Adra, feitas ao longo de vinte anos (incluindo uma visita de Tony Blair ao vilarejo, em 2009). Com base nessa tradição, Basel decidiu começar a filmar após a chegada das primeiras escavadeiras, no verão de 2019.
As manhãs são marcadas pela chegada de Ilan, o burocrata israelense encarregado de supervisionar a expulsão, que entrega, aos moradores das casas, os avisos de demolição de suas casas, operação prontamente executada por escavadeiras protegidas por militares das IDF. As famílias não têm escolha a não ser se resignar e se mudar para Hebron ou outros centros urbanos, ou tentar reconstruir suas casas, às escondidas, durante a noite. 
Em janeiro de 2021, durante a apreensão de materiais de construção e ferramentas usados para a reconstrução de uma casa demolida, um soldado israelense atira em Harun Abu Aram, um jovem que não quer permitir o confisco do gerador elétrico de sua família. Em consequência do tiro, Harun fica tetraplégico. Sua mãe, Shamia, é forçada cuida dele em uma caverna onde moram, já que não pode construir outra casa ou dirigir um carro para levá-lo a um hospital da cidade vizinha, dadas as restrições impostas à liberdade de ir e vir dos palestinos. Harun morreria dois anos depois, em decorrência do ferimento.

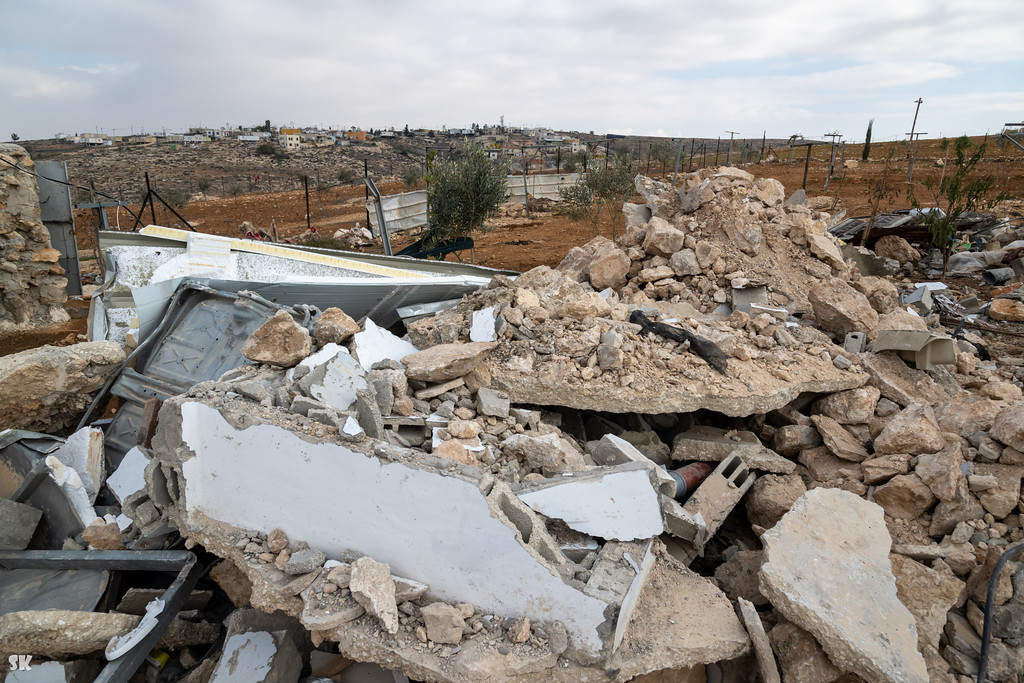
Ruínas de uma casa destruída por Israel, janeiro de 2023.

O filme registra a demolição de casas e a destruição da precária infraestrutura de abastecimento de água e energia da aldeia, assim como da única escola de Masafer Yatta, construída contra a vontade do governo israelense, pelos próprios moradores - homens, mulheres e crianças -, trabalhando noite e dia, às escondidas, quando Basel era apenas uma criança.  
Basel estabelece uma relação profissional e de amizade com seu colega Yuval Abraham, um jornalista israelense de Be'er Sheva que o ajuda a filmar as demolições. Yuval é bem recebido, apesar do constrangimento inicial, pelos aldeões palestinos, com quem colabora e também discute a situação política. Mas, à medida que o tempo passa, cresce a frustração de Basel e Yuval em razão da falta de repercussão  dos vídeos de Basel e dos artigos de Yuval, na grande mídia, enquanto prosseguem as demolições. Ao mesmo tempo, ambos percebem suas diferentes condições de vida, apesar de morarem na mesma terra.

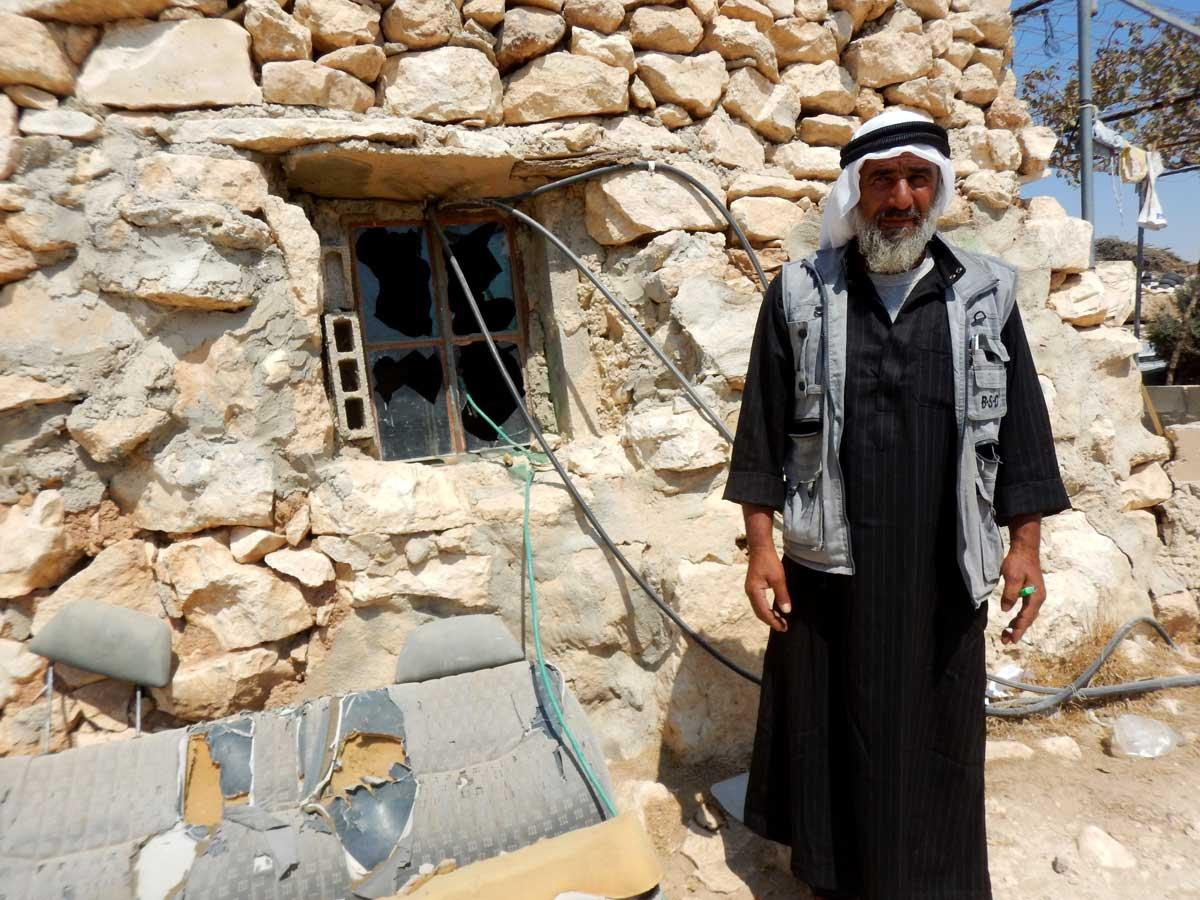
Janelas quebradas durante um ataque de colonos israelenses, em outubro de 2021.

Paralelamente ao despovoamento forçado da aldeia, surgem, na mesma área, novos assentamentos israelenses, cujos colonos, armados e protegidos pelo exército, aterrorizam e agridem a população palestina. Durante as filmagens, Yuval é ameaçado por colonos e, ao retornar a Israel, é acusado durante uma aparição na TV de promover o antissemitismo. Basel é ameaçado de prisão pelos soldados israelenses, que acabam prendendo seu pai, Nasser. Até que este seja libertado, Basel precisa trabalhar no postinho de gasolina do pai, para sustentar a família e, nesse período, deixa de filmar as demolições.
O filme termina com uma legenda informando que o filme foi concluído à época do  ataque do Hamas a Israel, em 7 de outubro de 2023. Desde então, as demolições em Masafer Yatta se intensificaram. Um vídeo amador mostra um ataque de colonos armados à aldeia, em 13 de outubro de 2023, quando um deles atira à queima-roupa em um primo desarmado de Basel, Zakriha Adra. Desde então, as famílias palestinas decidiram deixar Masafer Yatta.

## Produção
Em uma entrevista na Berlinale, Adra e Abraham falaram com a Variety sobre o filme.
Basel Adra falou sobre o desenvolvimento do filme. Ele disse: "Yuval e Rachel, que são israelenses, vieram há cinco anos para escrever sobre coisas — Yuval é jornalista — nos conhecemos e nos tornamos amigos, mas também ativistas juntos, trabalhando em artigos sobre a área." Ele disse ainda, "E então tivemos a ideia de fazer isso, de criar este filme."
Sobre as filmagens Abraham disse:
A família e os vizinhos de Basal tinham um enorme arquivo de vídeos que foram filmados ao longo de 20 anos. E então nós, como ativistas, estávamos lá no chão juntos, trabalhando juntos por quase cinco anos, e filmamos muito. Tínhamos Rachel, a diretora de fotografia e codiretora do filme, que estava nos filmando. Então havia uma abundância de filmagens. Os militares entraram na casa de Basal duas vezes e confiscaram computadores e câmeras. Então estávamos sempre muito, muito estressados. Foi complicado logisticamente e bastante estressante, mas no final conseguimos.
O documentário foi filmado ao longo de quatro anos, entre 2019 e 2023, encerrando a produção em outubro de 2023.

## Lançamento
No Other Land teve sua estreia mundial em 16 de fevereiro de 2024, como parte do 74º Festival Internacional de Cinema de Berlim, no Panorama.
Foi apresentado no Festival Internacional de Documentários de Copenhague em 15 de março de 2024, na seção "Assuntos Urgentes" e no tema "Conflito". Foi destaque nas "Frentes Populares" do 46º Festival Cinéma du Réel, que aconteceu de 22 a 31 de março de 2024 em Paris.
O filme também foi apresentado na seção de Documentários Internacionais do 71º Festival de Cinema de Sydney em 13 de junho de 2024. Também foi exibido em 'Horizons' no 58º Festival Internacional de Cinema de Karlovy Vary em 28 de junho de 2024.
Foi selecionado no TIFF Docs no Festival Internacional de Cinema de Toronto de 2024, onde foi exibido em 12 de setembro de 2024. Foi exibido no 'Showcase' no Festival Internacional de Cinema de Vancouver de 2024 em 28 de setembro de 2024. Também foi selecionado no Documentary Showcase no 29º Festival Internacional de Cinema de Busan e exibido em 3 de outubro de 2024. Também chegou ao Main Slate do Festival de Cinema de Nova Iorque de 2024 e foi exibido no Lincoln Center em outubro de 2024.
Também foi selecionado para o MAMI Mumbai Film Festival 2024, na seção World Cinema, onde teria sua estreia no Sul da Ásia. No entanto, suas exibições foram canceladas porque o festival não conseguiu receber as "permissões necessárias" a tempo.
No Other Land também foi selecionado na seção Standpoint do 35º Festival Internacional de Cinema de Cingapura e foi exibido em 4 de dezembro de 2024.
No Brasil, foi lançado nos cinemas pela Synapse Distribution em 13 de março de 2025.

## Recepção

### Resposta crítica
No site agregador de resenhas Rotten Tomatoes, 100% das 46 avaliações dos críticos são positivas, com uma classificação média de 8,9/10. O consenso do site diz: "Um diário elegantemente montado da experiência palestina, No Other Land é um documento angustiante que deixa rastros de esperança para um futuro melhor." O Metacritic, que usa uma média ponderada, atribuiu ao filme uma pontuação de 90 em 100, com base em 15 críticos, indicando "aclamação universal".
Olivia Popp, ao analisar o filme na Berlinale para a Cineuropa, escreveu: "No Other Land está no seu melhor quando atinge a mobilidade cinematográfica, com a câmara a agir como uma extensão deste interrogatório ativista da ocupação israelita violenta e não como um observador imparcial."
Lovia Gyarkye, ao analisar o filme para o The Hollywood Reporter, apelidou-o de "Um retrato devastador" e opinou: "O filme não é um documento de soluções, mas posiciona-se como um passo no movimento em direção a um futuro onde os palestinos sejam tão livres quanto os israelenses".
Jonathan Romney, ao analisar o filme na Berlinale, escreveu no ScreenDaily: "Um documentário particularmente urgente e revelador no contexto do actual conflito israelo-palestiniano."
Guy Lodge, escrevendo na Variety, disse: "Dadas as condições de sua produção, No Other Land seria vital mesmo em uma forma mais irregular. Mas a produção cinematográfica aqui é rigorosa e ponderada..." David Ehrlich do IndieWire, resenhando na Berlinale, classificou o filme como A e escreveu: "A filmagem está lá fora, e raramente foi reunida em uma matriz mais concisa, poderosa e contundente do que aqui. Agora, só precisa ser vista." Escrevendo para RogerEbert.com, Robert Daniels disse: "Nas mãos desses cineastas, a câmera se torna uma arma para a verdade e a resistência, e uma ferramenta para a conservação — registrando alguma prova de que sua aldeia existiu".

### Reações no Festival de Berlim
No 74º Festival Internacional de Cinema de Berlim, No Other Land ganhou o Prêmio de Documentário da Berlinale e o Prêmio do Público Panorama de Melhor Documentário. Durante seus discursos de aceitação do Prêmio de Documentário da Berlinale, Abraham criticou Israel dizendo:
Estamos diante de vocês agora, eu e Basel temos a mesma idade. Eu sou israelense; Basel é palestina. E em dois dias voltaremos para uma terra onde não somos iguais. Eu estou vivendo sob uma lei civil e Basel está sob uma lei militar. Moramos a 30 minutos um do outro, mas tenho direito a voto. Basel não tem direito a voto. Sou livre para me mudar para onde eu quiser nesta terra. Basel está, como milhões de palestinos, trancada na Cisjordânia ocupada. Essa situação de apartheid entre nós, essa desigualdade, tem que acabar.
Adra, no seu discurso de aceitação, disse:
É o nosso primeiro filme depois de muitos anos, minha comunidade, minha família tem filmado nossa comunidade sendo apagada por essa ocupação brutal. Estou aqui comemorando o prêmio, mas também é muito difícil para mim comemorar quando há dezenas de milhares do meu povo sendo massacrados por Israel em Gaza. Masafer Yatta, minha comunidade, também está sendo arrasada por escavadeiras israelenses. Peço uma coisa: para a Alemanha, como estou em Berlim aqui, respeitar os apelos da ONU e parar de enviar armas para Israel.
A Berlinale também apresentou outros numerosos protestos pró-Palestina durante os discursos de aceitação e tapete vermelho — incluindo o da vencedora do Urso de Ouro Mati Diop. Após a cerimônia de encerramento em 25 de fevereiro de 2024, uma conta do Instagram vinculada à seção Panorama publicou uma declaração supostamente oficial dos organizadores do Festival, exigindo que as autoridades alemãs retirassem seus suprimentos de armas para Israel. Pouco depois, a principal conta do Instagram da Berlinale declarou que a conta do Panorama havia sido hackeada e anunciou planos de "apresentar acusações criminais contra pessoas desconhecidas". O prefeito de Berlim, Kai Wegner, e vários outros políticos alemães expressaram indignação, chamando os discursos de "antissemitas", com Wegner afirmando no Twitter que "Berlim está firmemente do lado de Israel". Embora o Festival seja financiado principalmente pelo governo alemão, os organizadores afirmaram que as "declarações dos cineastas eram independentes e deveriam ser aceitas, desde que respeitassem a estrutura legal".
Abraham disse ao The Guardian: "Estar em solo alemão como filho de sobreviventes do Holocausto e pedir um cessar-fogo – e depois ser rotulado como antissemita não é apenas ultrajante, mas também está literalmente colocando vidas judaicas em perigo", e relatou que sua família em Israel havia evacuado sua casa depois que "uma multidão israelense de direita" veio em busca dele. Ele também estava preocupado com a segurança de Adra, que havia retornado à Cisjordânia.

## Reconhecimentos
O filme foi classificado em 3º lugar entre as 25 melhores obras europeias de 2024, pelos jornalistas da Cineuropa,  tendo sido incluído na lista dos melhores documentários de 2024 da Screen International[42] e na lista dos 10 melhores documentários de 2024 da Deadline Hollywood.
| Prêmio                                                | Data                    | Categoria                                                  | Ganhador(es) | Resultado | Ref.          |
| ----------------------------------------------------- | ----------------------- | ---------------------------------------------------------- | --- | --------- | ------------- |
| Berlin International Film Festival                    | 25 de fevereiro de 2024 | Prêmio do Público Panorama para o Melhor Documentário      | No Other Land | Venceu    | [ 12 ] [ 5 ]  |
| Berlin International Film Festival                    | 25 de fevereiro de 2024 | Prêmio Berlinale de Documentário                           | No Other Land | Venceu    | [ 6 ] [ 44 ]  |
| Festival Internacional de Documentários de Copenhague | 22 de março de 2024     | Prêmio do Público                                          | No Other Land | Venceu    | [ 45 ]        |
| Visions du Réel                                       | 19 de abril de 2024     | Prêmio do Público                                          | No Other Land | Venceu    | [ 46 ]        |
| Millennium Docs Against Gravity                       | 16 de maio de 2024      | Grand Prix Bank Millennium                                 | No Other Land | Venceu    | [ 47 ] [ 48 ] |
| Millennium Docs Against Gravity                       | 16 de maio de 2024      | Prêmio do Público                                          | No Other Land | Venceu    | [ 49 ]        |
| Festival Internacional de Cinema de Vancouver         | 6 de outubro de 2024    | Prêmio do Público – Showcase                               | No Other Land | Venceu    | [ 50 ]        |
| Festival Internacional de Cinema de Busan             | 11 de outubro de 2024   | Prêmio Busan Cinephile                                     | No Other Land | Venceu    | [ 51 ]        |
| Chicago International Film Festival                   | 27 de outubro de 2024   | Gold Hugo – Competição de documentários                    | No Other Land | Indicado  | [ 52 ]        |
| Asia Pacific Screen Awards                            | 30 de novembro de 2024  | Melhor Documentário                                        | Yuval Abraham, Basel Adra, Hamdan Ballal, Rachel Szor, Fabien Greenberg, Bård Kjøge Rønning                                                | Venceu    | [ 53 ] [ 54 ] |
| Festival Internacional do Documentário de Montreal    | 1º de dezembro de 2024  | Prêmio do Público                                          | Yuval Abraham, Basel Adra, Hamdan Ballal, Rachel Szor, Fabien Greenberg, Bård Kjøge Rønning                                                | Venceu    | [ 55 ]        |
| Gotham Awards                                         | 2 de dezembro de 2024   | Melhor Documentário                                        | Yuval Abraham, Basel Adra, Hamdan Ballal, Rachel Szor, Fabien Greenberg, Bård Kjøge Rønning                                                | Venceu    | [ 56 ] [ 57 ] |
| New York Film Critics Circle                          | 3 de dezembro de 2024   | Melhor Filme de Não Ficção                                 | No Other Land | Venceu    | [ 58 ]        |
| National Board of Review Awards                       | 5 de dezembro de 2024   | Prêmio NBR de Liberdade de Expressão                       | No Other Land | Venceu    | [ 59 ]        |
| International Documentary Association Awards          | 5 de dezembro de 2024   | Melhor Documentário                                        | Yuval Abraham, Basel Adra, Hamdan Ballal, Rachel Szor, Fabien Greenberg, Bård Kjøge Rønning                                                | Venceu    | [ 60 ]        |
| International Documentary Association Awards          | 5 de dezembro de 2024   | Melhor Diretor                                             | Basel Adra, Hamdan Ballal, Rachel Szor e Yuval Abraham                                                                                     | Venceu    | [ 60 ]        |
| International Documentary Association Awards          | 5 de dezembro de 2024   | Prêmio de Coragem sob Fogo                                 | Basel Adra, Hamdan Ballal, Rachel Szor e Yuval Abraham                                                                                     | Venceu    | [ 60 ]        |
| European Film Awards                                  | 7 de dezembro de 2024   | Melhor Filme Europeu                                       | No Other Land | Finalista | [ 61 ]        |
| European Film Awards                                  | 7 de dezembro de 2024   | Melhor Documentário Europeu                                | No Other Land | Venceu    | [ 62 ]        |
| British Independent Film Awards                       | 8 de dezembro de 2024   | Melhor Filme Independente Internacional                    | Basel Adra, Rachel Szor, Hamdan Ballal, Yuval Abraham, Fabrien Greenberg, Bård Kjøge Rønning                                               | Indicado  | [ 63 ]        |
| Boston Society of Film Critics                        | 8 de dezembro de 2024   | Melhor Documentário                                        | No Other Land | Venceu    | [ 64 ]        |
| Washington D.C. Area Film Critics Association         | 8 de dezembro de 2024   | Melhor Documentário                                        | No Other Land | Indicado  | [ 65 ]        |
| Los Angeles Film Critics Association                  | 8 de dezembro de 2024   | Melhor Documentário                                        | No Other Land | Venceu    | [ 66 ]        |
| San Diego Film Critics Society                        | 9 de dezembro de 2024   | Melhor Filme Estrangeiro                                   | No Other Land | Indicado  | [ 67 ]        |
| St. Louis Film Critics Association                    | 15 de dezembro de 2024  | Melhor Documentário                                        | No Other Land | Venceu    | [ 68 ]        |
| Toronto Film Critics Association                      | 15 de dezembro de 2024  | Menção Especial                                            | No Other Land | Venceu    | [ 69 ]        |
| Seattle Film Critics Society                          | 16 de dezembro de 2024  | Melhor Documentário                                        | Basel Adra, Hamdan Ballal, Yuval Abraham e Rachel Szor                                                                                     | Venceu    | [ 70 ]        |
| Chicago Film Critics Association                      | 11 de dezembro de 2024  | Melhor Documentário                                        | No Other Land | Venceu    | [ 71 ]        |
| Film Comment                                          | 12 de dezembro de 2024  | Melhores 20 Filmes de 2024                                 | No Other Land | Venceu    | [ 72 ]        |
| Film Comment                                          | 13 de dezembro de 2024  | Melhor Filme Não Distribuído                               | No Other Land | Venceu    | [ 73 ]        |
| San Francisco Bay Area Film Critics Circle            | 15 de dezembro de 2024  | Melhor Documentário                                        | No Other Land | Indicado  | [ 74 ]        |
| Florida Film Critics Circle                           | 20 de dezembro de 2024  | Melhor Documentário                                        | No Other Land | Indicado  | [ 75 ]        |
| Prêmios de cinema                                     | 4 de janeiro de 2025    | Melhor Filme                                               | No Other Land | Indicado  | [ 76 ]        |
| Prêmios de cinema                                     | 4 de janeiro de 2025    | Melhor Filme Estrangeiro                                   | No Other Land | Venceu    | [ 76 ]        |
| Prêmios de cinema                                     | 4 de janeiro de 2025    | Melhor Documentário                                        | Yuval Abraham, Basel Adra, Hamdan Ballal, Rachel Szor                                                                                      | Venceu    | [ 76 ]        |
| National Society of Film Critics                      | 4 de janeiro de 2025]]  | Melhor Filme de Não Ficção                                 | No Other Land | Venceu    | [ 77 ] [ 78 ] |
| National Society of Film Critics                      | 4 de janeiro de 2025]]  | Menção Especial para Filme Aguardando Distribuição nos EUA | No Other Land | Venceu    | [ 77 ] [ 78 ] |
| Austin Film Critics Association                       | 6 de janeiro de 2025    | Melhor Documentário                                        | No Other Land | Indicado  | [ 79 ]        |
| Cinema Eye Honors                                     | 9 de janeiro de 2025    | Melhor longa-metragem de não ficção                        | Yuval Abraham, Basel Adra, Hamdan Ballal, Rachel Szor, Fabien Greenberg, Bård Kjøge Rønning, Julius Pollux Rothlaender e Bård Harazi Farbu | Venceu    | [ 80 ]        |
| Cinema Eye Honors                                     | 9 de janeiro de 2025    | Melhor Direção                                             | Yuval Abraham, Basel Adra, Hamdan Ballal, Rachel Szor                                                                                      | Indicado  | [ 80 ]        |
| Cinema Eye Honors                                     | 9 de janeiro de 2025    | Revelação                                                  | Yuval Abraham, Basel Adra, Hamdan Ballal, Rachel Szor                                                                                      | Venceu    | [ 80 ]        |
| Cinema Eye Honors                                     | 9 de janeiro de 2025    | Melhor Produção                                            | Fabien Greenberg e Bård Kjøge Rønning | Indicado  | [ 80 ]        |
| Cinema Eye Honors                                     | 9 de janeiro de 2025    | Os Inesquecíveis                                           | Yuval Abraham e Basel Adra | Venceu    | [ 80 ]        |
| Palm Springs International Film Festival              | 12 de janeiro de 2025   | Melhor Documentário                                        | No Other Land | Venceu    | [ 81 ]        |
| Satellite Awards                                      | 26 de janeiro de 2025   | Melhor Filme – Documentário                                | No Other Land | Indicado  | [ 82 ]        |
| International Cinephile Society                       | 9 de fevereiro de 2025  | Melhor Documentário                                        | No Other Land | Pendente  | [ 83 ]        |
| International Cinephile Society                       | 9 de fevereiro de 2025  | Melhor Primeiro Filme                                      | No Other Land | Pendente  | [ 83 ]        |
| British Academy Film Awards                           | 16 de fevereiro de 2025 | Melhor Documentário                                        | Yuval Abraham, Basel Adra, Hamdan Ballal, Rachel Szor                                                                                      | Indicado  | [ 84 ]        |
| Academy Awards                                        | 2 de março de 2025      | Melhor Documentário                                        | Yuval Abraham, Basel Adra, Hamdan Ballal, Rachel Szor                                                                                      | Venceu    | [ 85 ]        |